# Milan Neralić
Milan Neralić (26. februar 1875 i Slunj – 17. februar 1918 i Wiener Neustadt) var en østrigsk fægter som deltog i de olympiske lege 1900 i Paris.
Neralić kom på en tredjeplads i fægtning i disciplinen sabel for fægtemestre under OL 1900 i Paris. Der var 29 fægtere fra syv lande som deltog i konkurrencen. Neralić vandt fire af de syv kampe i finalerunden som bestod af otte fægtere og som blev afviklet den 27. juni 1900. Antonio Conte fra Italien vandt konkurrencen og blev olympisk mester foran sin landsmand Italo Santelli.